# چواک (آلاسکا)
چواک (به انگلیسی: Chevak) شهری در ناحیه سرشماری وید همپتون ایالت آلاسکا است که جمعیت آن در سرشماری سال ۲۰۰۰ میلادی ۷۶۵ نفر بوده‌است.